# 大头鮈
大头鮈（学名：Gobio macrocephalus）为輻鰭魚綱鲤形目鲤科鮈屬的鱼类。其种加词“macrocephalus”意为“大头的”。在中国，分布于图们江水系等，另外该物种在朝鲜半岛也有分布。该物种的体长可达14公分，模式产地在图们江。